# Ofira Navon
Ofira Resnikov Navon (en hebreo: אופירה נבון‎; 1 de enero de 1936-22 de agosto de 1993) fue la esposa de Yitzhak Navon, el quinto presidente de Israel.

## Biografía
Ofira Navon nació en Tel Aviv de Batya y Eliezer Resnikov, ambos originarios de Rusia. Obtuvo una maestría en educación y psicología de la Universidad de Georgia, donde también fue miembro de la hermandad de mujeres Delta Phi Epsilon, y obtuvo una certificación profesional en psicología de rehabilitación de la Universidad de Columbia. Ella e Yitzhak Navon tuvieron dos hijos, Naama y Erez.

## Primera dama

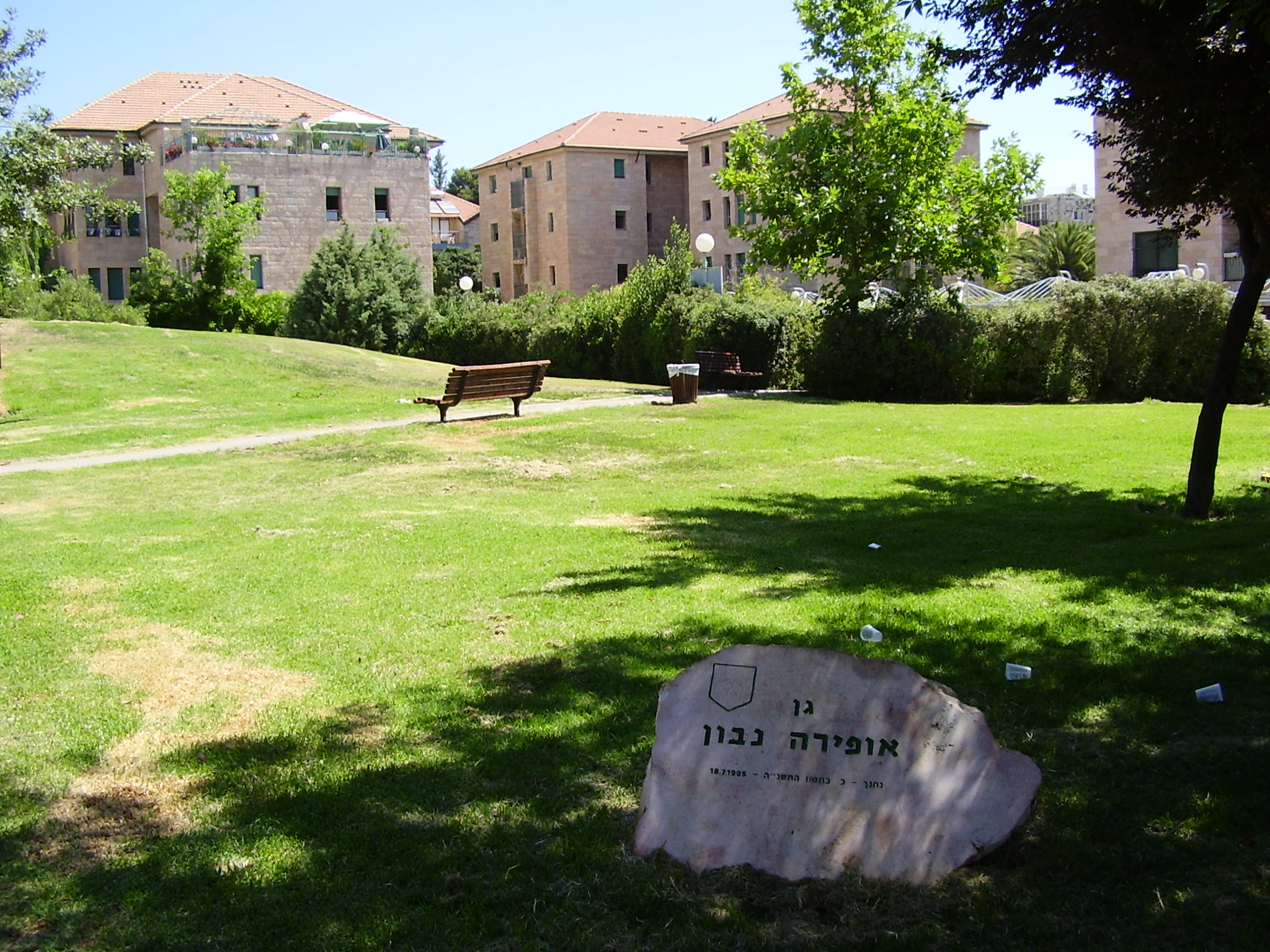
Parque Ofira Navon, Jerusalén

Durante la presidencia de su esposo, de 1978 a 1983, Navon elevó el perfil de la esposa del presidente. Como primera dama, Navon estableció el Consejo Presidencial para el Bienestar del Niño. Trabajó con Jihan Sadat, esposa del presidente egipcio, en proyectos de rehabilitación de soldados heridos en el conflicto árabe-israelí. Navon también presionó por un tratado internacional para proteger a los niños atrapados en zonas de guerra.
Navon fue la primera esposa presidencial nacida en Israel. Con su educación Ashkenazi, su matrimonio con un judío sefardí era inusual en ese momento. El hecho de que fueran padres de niños pequeños fue otra primicia para la presidencia en Israel.

## Enfermedad y muerte
En 1979, a Navon le diagnosticaron cáncer de mama y rechazó una mastectomía, optando por quimioterapia y una lumpectomía. Más tarde abogó por el derecho de los pacientes a determinar su propio tratamiento. En agosto de 1993, Navon murió de leucemia en el Centro Médico Hadassah de Jerusalén a la edad de 57 años.